# نعومي نوفيك
نعومي نوفيك هي كاتبة أمريكية متخصصة في أدب الخيال التأملي، ولدت في 30 أبريل 1973.